# Sport-Club Wacker 04 Reinickendorf 1975-1976
Questa voce raccoglie le informazioni riguardanti lo Sport-Club Wacker 04 Reinickendorf nelle competizioni ufficiali della stagione 1975-1976.

## Stagione
Nella stagione 1975-1976 il Wacker 04 Berlino, allenato da Georg Gawliczek, concluse il campionato di 2. Bundesliga al 16º posto. In Coppa di Germania il Wacker 04 Berlino fu eliminato al primo turno dal Jülich.

## Rosa
| N. |                     | Ruolo | Calciatore          |
| -- | ------------------- | ----- | ------------------- |
|    | Germania (bandiera) | P     | Axel Lange          |
|    | Germania (bandiera) | P     | Peter Scholich      |
|    | Germania (bandiera) | P     | Lutz Schultz        |
|    | Germania (bandiera) | D     | Peter Bien          |
|    | Germania (bandiera) | D     | Klaus-Peter Hanisch |
|    | Germania (bandiera) | D     | Wolfgang Hansen     |
|    | Germania (bandiera) | D     | Robert Hemfler      |
|    | Germania (bandiera) | D     | Peter Kronsbein     |
|    | Germania (bandiera) | D     | Ingo Krüger         |
|    | Germania (bandiera) | C     | Manfred Leumann     |

| N. |                     | Ruolo | Calciatore        |
| -- | ------------------- | ----- | ----------------- |
|    | Germania (bandiera) | C     | Rainer Liedtke    |
|    | Germania (bandiera) | C     | Reinhardt Lindner |
|    | Germania (bandiera) | C     | Hans-Peter Mielke |
|    | Germania (bandiera) | C     | Michael Müller    |
|    | Haiti (bandiera)    | C     | Serge Racine      |
|    | Germania (bandiera) | A     | Rainer Fischer    |
|    | Germania (bandiera) | A     | Norbert Ivangean  |
|    | Germania (bandiera) | A     | Horst Lunenburg   |
|    | Germania (bandiera) | A     | Michael Roßbach   |

## Organigramma societario
Area tecnica
- Allenatore:
- Allenatore in seconda:
- Preparatore dei portieri:
- Preparatori atletici:

## Calciomercato

### Sessione estiva
| Acquisti | Acquisti        | Acquisti       | Acquisti |
| R.       | Nome            | da             | Modalità |
| -------- | --------------- | -------------- | -------- |
| P        | Axel Lange      | Rapide Wedding |          |
| A        | Michael Roßbach | Hertha Berlino |          |

| Cessioni | Cessioni      | Cessioni  | Cessioni |
| R.       | Nome          | a         | Modalità |
| -------- | ------------- | --------- | -------- |
| A        | Wolfgang John | St. Pauli |          |

### Sessione invernale
| Acquisti | Acquisti | Acquisti | Acquisti |
| R.       | Nome     | da       | Modalità |
| -------- | -------- | -------- | -------- |

| Cessioni | Cessioni | Cessioni | Cessioni |
| R.       | Nome     | a        | Modalità |
| -------- | -------- | -------- | -------- |

## Risultati

### 2. Bundesliga

#### Girone di andata
| Arbitro: | Niemann |

|                                    |           |             |
| Pröpper 57’ (rig.), 88’ Hermes 77’ | Marcatori | 16’ Liedtke |

| Arbitro: | Kopka |

|                                            |           |                                           |
| Fischer 8’ Liedtke 45’ Mielke 56’ John 76’ | Marcatori | 42’ Greiffendorf 45’ Eilenfeldt 64’ Obels |

| Arbitro: | Reichmann |

|               |           |          |
| Kucharski 69’ | Marcatori | 42’ John |

| Arbitro: | Basedow |

|                         |           |               |
| Hemfler 60’ Liedtke 73’ | Marcatori | 45’ Nerlinger |

| Bochum 31 agosto 1975, ore 15:00 CET 5ª giornata | Wattenscheid 09 | 0 – 0 referto | Wacker 04 Berlino | Lohrheidestadion (4 000 spett.)\| Arbitro: \| Boe \| |
| Arbitro:                                         | Boe             |               |                   |                                                      |

| Arbitro: | Gabriel |

|                        |           |                |
| Fischer 33’ Mielke 61’ | Marcatori | 28’ Roggensack |

| Arbitro: | Bartnick |

|                             |           |          |
| Struth 5’ (rig.) Ludwig 60’ | Marcatori | 32’ John |

| Arbitro: | Wippker |

|                             |           |  |
| Fischer 35’ John 87’ (rig.) | Marcatori |  |

| Arbitro: | Halfter |

|                                  |           |                                 |
| Heinrich 72’ Schwarze 89’ (rig.) | Marcatori | 34’ (rig.), 44’ John 76’ Müller |

| Berlino 4 ottobre 1975, ore 15:00 CET 10ª giornata | Wacker 04 Berlino | 0 – 0 referto | Union Solingen | Sportplatz Wackerweg (1 400 spett.)\| Arbitro: \| Jensen \| |
| Arbitro:                                           | Jensen            |               |                |                                                             |

| Arbitro: | Kopka |

|                                          |           |                      |
| Jank 39’ Moors 45’ Blau 50’ Möhlmann 81’ | Marcatori | 12’ John 65’ Hemfler |

| Arbitro: | Waltert |

|          |           |                                           |
| John 29’ | Marcatori | 17’, 73’ Hansen 40’ Rosenfeld 77’ Neumann |

| Arbitro: | Zittrich |

|            |           |             |
| Klinge 65’ | Marcatori | 83’ Liedtke |

| Arbitro: | Eggers |

|                                           |           |                               |
| Liedtke 11’, 19’ Fischer 15’ Ivangean 78’ | Marcatori | 10’, 46’ Riepert 55’ Fritsche |

| Arbitro: | Gabriel |

|                                   |           |                               |
| Neufeld 38’ Konrad 66’ Cordes 89’ | Marcatori | 52’, 77’ Fischer 79’ Ivangean |

| Arbitro: | Boe |

|                        |           |           |
| Liedtke 38’ Hansen 41’ | Marcatori | 20’ Balke |

| Arbitro: | Hövel |

|                                             |           |                        |
| Genschick 37’ Greif 52’, 88’ Mühlenberg 89’ | Marcatori | 15’ Krüger 40’ Hemfler |

| Arbitro: | Picker |

|                            |           |  |
| Plaggemeyer 11’ Dreyer 68’ | Marcatori |  |

| Arbitro: | Meijerink |

|                      |           |                |
| John 43’ (rig.), 62’ | Marcatori | 40’ Berkemeier |

#### Girone di ritorno
| Arbitro: | Kaiser |

|          |           |               |
| Bien 31’ | Marcatori | 54’, 90’ Götz |

| Arbitro: | Hanschke |

|                      |           |  |
| Bone 54’ Nielsen 79’ | Marcatori |  |

| Arbitro: | Eggert |

|                      |           |  |
| Krüger 3’ Hansen 28’ | Marcatori |  |

| Arbitro: | Horstmann |

|                                                                     |           |  |
| Nerlinger 12’, 48’ Mielke 17’ (aut.) Schildt 25’ Kasperski 63’, 88’ | Marcatori |  |

| Arbitro: | Kopka |

|  |           |                                     |
|  | Marcatori | 40’ Klimke 83’ Krause 85’ Babington |

| Arbitro: | Rögner |

|                |           |  |
| Bruchhagen 20’ | Marcatori |  |

| Arbitro: | Rieb |

|               |           |                                                              |
| Lunenburg 79’ | Marcatori | 18’, 87’ Mödrath 21’, 50’, 58’ Wesseler 41’ Linßen 55’ Boers |

| Arbitro: | Redelfs |

|                           |           |                         |
| Paus 47’ Lütkebohmert 60’ | Marcatori | 48’ Müller 55’ Ivangean |

| Arbitro: | Topolewski |

|                    |           |              |
| Lindner 74’ (rig.) | Marcatori | 52’ Suchanek |

| Arbitro: | Oltmann |

|                                 |           |            |
| Hupe 10’ Stockhausen 61’ (rig.) | Marcatori | 34’ Racine |

| Arbitro: | Basedow |

|             |           |              |
| Liedtke 18’ | Marcatori | 64’ Grünther |

| Arbitro: | Gremmler |

|                                                         |           |                  |
| Hansen 14’ Demuth 40’ Höfert 48’ Ferrin 56’ Neumann 85’ | Marcatori | 11’, 89’ Lindner |

| Arbitro: | Schön |

|  |           |                               |
|  | Marcatori | 68’, 85’ Ziegler 80’ Schonert |

| Arbitro: | Hövel |

|                            |           |              |
| Fritsche 19’, 85’ Bals 82’ | Marcatori | 76’ Ivangean |

| Arbitro: | Niemann |

|                                     |           |                      |
| Mielke 6’ Fischer 18’ Lunenburg 75’ | Marcatori | 53’ Ochmann 68’ Abel |

| Arbitro: | Rögner |

|             |           |             |
| Peitsch 53’ | Marcatori | 70’ Fischer |

| Arbitro: | Lüling |

|             |           |  |
| Fischer 82’ | Marcatori |  |

| Arbitro: | Schütte |

|  |           |                 |
|  | Marcatori | 26’ Plaggemeyer |

| Arbitro: | Zuchantke |

|                                                     |           |               |
| Stolzenburg 54’, 68’ Schulz 63’ Siegmann 85’ (rig.) | Marcatori | 75’ Lunenburg |

### Coppa di Germania
| Arbitro: | Burgers |

|                                      |           |  |
| Breuer 49’ Christen 65’ Leimbach 85’ | Marcatori |  |

## Statistiche

### Statistiche di squadra
| Competizione      | Punti | In casa | In casa | In casa | In casa | In casa | In casa | In trasferta | In trasferta | In trasferta | In trasferta | In trasferta | In trasferta | Totale | Totale | Totale | Totale | Totale | Totale | DR  |
| Competizione      | Punti | G       | V       | N       | P       | Gf      | Gs      | G            | V            | N            | P            | Gf           | Gs           | G      | V      | N      | P      | Gf     | Gs     | DR  |
| ----------------- | ----- | ------- | ------- | ------- | ------- | ------- | ------- | ------------ | ------------ | ------------ | ------------ | ------------ | ------------ | ------ | ------ | ------ | ------ | ------ | ------ | --- |
| 2. Bundesliga     | 31    | 19      | 10      | 3       | 6       | 29      | 34      | 19           | 1            | 6            | 12           | 22           | 48           | 38     | 11     | 9      | 18     | 51     | 82     | -31 |
| Coppa di Germania | -     | 0       | 0       | 0       | 0       | 0       | 0       | 1            | 0            | 0            | 1            | 0            | 3            | 1      | 0      | 0      | 1      | 0      | 3      | -3  |
| Totale            | 31    | 19      | 10      | 3       | 6       | 29      | 34      | 20           | 1            | 6            | 13           | 22           | 51           | 39     | 11     | 9      | 19     | 51     | 85     | -34 |

### Andamento in campionato
| Giornata  | 1  | 2  | 3  | 4 | 5  | 6 | 7 | 8 | 9 | 10 | 11 | 12 | 13 | 14 | 15 | 16 | 17 | 18 | 19 | 20 | 21 | 22 | 23 | 24 | 25 | 26 | 27 | 28 | 29 | 30 | 31 | 32 | 33 | 34 | 35 | 36 | 37 | 38 |
| --------- | -- | -- | -- | - | -- | - | - | - | - | -- | -- | -- | -- | -- | -- | -- | -- | -- | -- | -- | -- | -- | -- | -- | -- | -- | -- | -- | -- | -- | -- | -- | -- | -- | -- | -- | -- | -- |
| Luogo     | T  | C  | T  | C | T  | C | T | C | T | C  | T  | C  | T  | C  | T  | C  | T  | T  | C  | C  | T  | C  | T  | C  | T  | C  | T  | C  | T  | C  | T  | C  | T  | C  | T  | C  | C  | T  |
| Risultato | P  | V  | N  | V | N  | V | P | V | V | N  | P  | P  | N  | V  | N  | V  | P  | P  | V  | P  | P  | V  | P  | P  | P  | P  | N  | N  | P  | N  | P  | P  | P  | V  | N  | V  | P  | P  |
| Posizione | 13 | 13 | 12 | 8 | 10 | 7 | 8 | 7 | 6 | 8  | 9  | 10 | 10 | 9  | 9  | 7  | 7  | 10 | 8  | 10 | 12 | 11 | 11 | 11 | 15 | 15 | 15 | 14 | 15 | 14 | 16 | 16 | 16 | 16 | 16 | 15 | 15 | 16 |

Legenda:

Luogo: C = Casa; T = Trasferta. Risultato: V = Vittoria; N = Pareggio; P = Sconfitta.

### Statistiche dei giocatori
| Giocatore    | 2. Bundesliga | 2. Bundesliga | 2. Bundesliga | 2. Bundesliga | Coppa di Germania | Coppa di Germania | Coppa di Germania | Coppa di Germania | Totale   | Totale | Totale      | Totale     |
| Giocatore    | Presenze      | Reti          | Ammonizioni   | Espulsioni    | Presenze          | Reti              | Ammonizioni       | Espulsioni        | Presenze | Reti   | Ammonizioni | Espulsioni |
| ------------ | ------------- | ------------- | ------------- | ------------- | ----------------- | ----------------- | ----------------- | ----------------- | -------- | ------ | ----------- | ---------- |
| P. Bien      | 28            | 1             | 2             | 0             | 0                 | 0                 | 0                 | 0                 | 28       | 1      | 2           | 0          |
| R. Fischer   | 36            | 9             | 3             | 0             | 1                 | 0                 | 0                 | 0                 | 37       | 9      | 3           | 0          |
| K. Hanisch   | 37            | 0             | 0             | 0             | 1                 | 0                 | 0                 | 0                 | 38       | 0      | 0           | 0          |
| W. Hansen    | 32            | 2             | 2             | 0             | 1                 | 0                 | 0                 | 0                 | 33       | 2      | 2           | 0          |
| R. Hemfler   | 28            | 3             | 4             | 0             | 1                 | 0                 | 0                 | 0                 | 29       | 3      | 4           | 0          |
| N. Ivangean  | 30            | 4             | 6             | 0             | 1                 | 0                 | 1                 | 0                 | 31       | 4      | 7           | 0          |
| W. John      | 15            | 10            | 1             | 0             | 1                 | 0                 | 0                 | 0                 | 16       | 10     | 1           | 0          |
| P. Kronsbein | 0             | 0             | 0             | 0             | 0                 | 0                 | 0                 | 0                 | 0        | 0      | 0           | 0          |
| I. Krüger    | 36            | 2             | 0             | 0             | 1                 | 0                 | 0                 | 0                 | 37       | 2      | 0           | 0          |
| A. Lange     | 26            | 0             | 0             | 0             | 0                 | 0                 | 0                 | 0                 | 26       | 0      | 0           | 0          |
| M. Leumann   | 16            | 0             | 0             | 0             | 0                 | 0                 | 0                 | 0                 | 16       | 0      | 0           | 0          |
| R. Liedtke   | 30            | 8             | 1             | 0             | 1                 | 0                 | 0                 | 0                 | 31       | 8      | 1           | 0          |
| R. Lindner   | 33            | 3             | 0             | 0             | 1                 | 0                 | 0                 | 0                 | 34       | 3      | 0           | 0          |
| H. Lunenburg | 19            | 3             | 2             | 0             | 1                 | 0                 | 0                 | 0                 | 20       | 3      | 2           | 0          |
| H. Mielke    | 31            | 3             | 1             | 0             | 1                 | 0                 | 0                 | 0                 | 32       | 3      | 1           | 0          |
| M. Müller    | 37            | 2             | 1             | 0             | 1                 | 0                 | 0                 | 0                 | 38       | 2      | 1           | 0          |
| S. Racine    | 14            | 1             | 3             | 0             | 0                 | 0                 | 0                 | 0                 | 14       | 1      | 3           | 0          |
| M. Roßbach   | 18            | 0             | 1             | 0             | 0                 | 0                 | 0                 | 0                 | 18       | 0      | 1           | 0          |
| P. Scholich  | 13            | 0             | 0             | 0             | 1                 | 0                 | 0                 | 0                 | 14       | 0      | 0           | 0          |
| L. Schultz   | 0             | 0             | 0             | 0             | 0                 | 0                 | 0                 | 0                 | 0        | 0      | 0           | 0          |